# San Sebastián Recreation Club
El San Sebastian Recreation Club fue el nombre de la sección de fútbol del club deportivo Real Club de Tenis de San Sebastián fundado en 1904 en la ciudad de San Sebastián, País Vasco (España). Se trata del club deportivo en activo más antiguo de la Provincia de Guipúzcoa. Fue la semilla de la Sociedad de Foot-Ball, actual Real Sociedad de Fútbol.

## Historia
|  | Para la historia del club polideportivo véase Real Club de Tenis de San Sebastián |

Fundado en agosto de 1904 bajo la denominación de San Sebastián Recreation Club, su primer presidente fue Jorge Satrústegui. En sus orígenes fue un club polideportivo, bajo cuyo paraguas se practicaron numerosas disciplinas deportivas (fútbol, hockey, cricket, hípica, rugby, polo, golf, atletismo,...) aunque entre todos ellos el tenis tomó ya un papel relevante desde sus inicios. La sede era la misma que el club polideportivo matriz, situada en el barrio de Ategorrieta, hasta trasladarse al barrio de El Antiguo, donde se asentó a partir de 1906 junto a la Avenida de Zumalacárregui. Entre otras instalaciones aprovecharon los prados cercanos para la construcción de un campo de fútbol, el Campo de Ondarreta, primer campo de fútbol dedicado a su práctica en la ciudad.
Fue el 29 de agosto cuando se creó la sección de fútbol. El San Sebastian Recreation Club se convirtió así en el primer club de foot-ball formalmente establecido de la ciudad y también el primer club guipuzcoano en participar en un campeonato nacional, al presentarse a la competición del Campeonato de España de 1905. En dicha competición, disputada como triangular, perdieron en el primer partido ante los anfitriones del Madrid Foot-Ball Club por 3-0. Estos llegaron a ser a la postre campeones tras vencer por 1-0 al Athletic Club en el segundo partido del triangular. El tercer partido, que debía dilucidar el subcampeón, no llegó a disputarse, ya que los jugadores del Athletic Club renunciaron a su disputa, por lo que el San Sebastian Recreation Club debería figurar como subcampeón del torneo. Sin embargo, dado que el partido decisivo del torneo fue el que disputaron Madrid y Athletic, como así reconoce la propia federación, este partido es considerado como la final y se otorga a los bilbaínos la consideración de subcampeones. 
También en 1906, el presidente de la entidad, Satrústegui, participó, junto con Carlos Padrós del Madrid F. C. y Narciso Masferrer de la Federación Catalana de Fútbol, en la redacción de los estatutos de la Federación Española de Fútbol.
Por aquel entonces, la indumentaria era una llamativa camisa mitad amarilla y verde. Más de un siglo después y durante la presidencia de la Real Sociedad de Fútbol por parte de Iñaki Badiola, recuperó durante una temporada estos colores para su segundo uniforme en homenaje al equipo que había sido su antecesor. Este club que estaba por formarse, fue quien provocó la desaparición de la sección futbolística del club polideportivo, que, sin embargo, se mantuvo con vida.

### Antecesor de la Real Sociedad
Pese a que la sección de fútbol del Recreation Club tuvo una vida corta, tiene un gran papel en el fútbol contemporáneo. Unas disensiones internas hacia finales de 1907 o principios de 1908 provocaron que los futbolistas del club decidieran formar un club independiente, fundando así el San Sebastián Foot-Ball Club. Este equipo, que siguió jugando en Ondarreta, adoptó ya los clásicos colores azul y blanco de los futuros equipos de la ciudad. Sin embargo, al no poderse presentar este equipo al Campeonato de España de 1909 por no estar registrado legalmente desde hacía más de un año, tomaron prestada la licencia del Club Ciclista de San Sebastián, con cuyo nombre se presentaron y ganaron el torneo. Fue el paso previo a la existencia plena de la actual Real Sociedad de Fútbol.